# Kamila Kmiecik
Kamila Kmiecik (* 7. Januar 1988 in Częstochowa) ist eine polnische Fußballspielerin.

## Werdegang
Die Abwehr- und Mittelfeldspielerin Kmiecik begann ihre Karriere 2003 beim Verein UKS Gol Częstochowa, wo sie 2007 ins Profi-Team aufrückte. Zur Saison 2012/2013 schloss sich Kmiecik den Stadtrivalen ISD AJD Częstochowa an, mit dem sie in der ersten polnischen Liga spielte. Im Sommer 2013 wechselte sie zum deutschen Zweitligisten Herforder SV, da sie nach dem Abschluss ihres Sportstudiums in Polen keine Arbeit fand. Während der Winterpause 2013/14 folgte dann der Wechsel zu Arminia Bielefeld in die viertklassige Westfalenliga, da Kmiecik in Herford nur wenig Einsatzzeit bekam und außerdem noch Sprachprobleme hatte. Mit der Arminia wurde Kmiecik im Jahre 2015 Meister und schaffte den Aufstieg in die Regionalliga West. Ein Jahr später stieg sie mit den Bielefelderinnen in die 2. Bundesliga auf. Nachdem Kmiecik im März 2017 bei Bielefeld suspendiert wurde, verkündete sie zwei Monate später im Mai ihren Wechsel zur Saison 2017/2017 zum FSV Gütersloh 2009.

### International
2005 spielte sie einige Spiele für die polnische U-19 Nationalmannschaft in der Qualifikation’s Elite Runde zur Fußball-Europameisterschaft.

### Futsalkarriere
Nach ihrer suspendierung bei Arminia Bielefeld, spielte Kmiecik für das Futsal Team Black Panthers Bielefeld. Zuvor gehörte sie 2012 und 2013 dem polnischen Futsal Nationalteam der Frauen an.

### Persönliches
Neben den Fußball studierte Kmiecik, Bauingenieurwesen an der Akademia im. Jana Długosza w Częstochowie und anschließend in Düsseldorf.